# Krutołogowo
Krutołogowo (ros. Крутологово) – wieś (sieło) w Rosji, w obwodzie nowosybirskim, w rejonie koczeniowskim. W 2010 liczyła 577 mieszkańców.